# الکساندر روزن
الکساندر روزن (انگلیسی: Alexander Rosen؛ زادهٔ ۱۰ آوریل ۱۹۷۹) بازیکن فوتبال اهل آلمان است.
از باشگاه‌هایی که در آن بازی کرده‌است می‌توان به باشگاه فوتبال آگسبورگ، باشگاه فوتبال اسنابروک، باشگاه فوتبال آینتراخت فرانکفورت، و باشگاه فوتبال زاربروکن اشاره کرد.
وی همچنین در تیم ملی فوتبال زیر ۲۱ سال آلمان بازی کرده‌است.